# Rosamunda
Rosamunda   (c. 540 (Gregorià) - Ravenna, agost 572) va ser una noble, reina dels longobards.
Va ser filla del gèpida Cunimund. Va ser feta presonera i obligada a casar-se amb el longobard Alboí, que, segons la tradició, l'obligà a beure en el crani del seu pare. Com a venjança va ordir el seu assassinat juntament amb Helmoquis, amb qui es casà i fugí el 572. Perseguits pels longobards van escapar-se a Ravenna, on s'endugueren el tresor reial. Segons la llegenda, Rosamunda va voler emmetzinar Helmoquis, però aquest l'obligà a compartir la beguda.
La llegenda de la seva vida violenta ha inspirat diverses obres musicals com les de Vittorio Alfieri (1783) i d'Algernon Charles Swinburne (1861), o l'òpera d'Erardo Trentinaglia.